# Паллавичини, Опицио
Опицио Паллавичини (итал. Opizio Pallavicini; 2 сентября 1632, Генуя, Генуэзская республика — 11 февраля 1700, Рим, Папская область) — итальянский куриальный кардинал, папский дипломат и доктор обоих прав. Титулярный архиепископ Эфеса с 27 февраля 1668 по 2 сентября 1686. Апостольский нунций в Тоскане с 1 июня 1668 по 29 ноября 1672. Апостольский нунций в Кёльне с 29 ноября 1672 по 30 сентября 1680. Апостольский нунций в Польше с 30 сентября 1680 по 2 сентября 1686. Епископ-архиепископ Сполето с 28 ноября 1689 по 8 августа 1691. Епископ-архиепископ Озимо с 8 августа 1691 по 11 февраля 1700. Кардинал-священник со 2 сентября 1686, с титулом церкви Санти-Сильвестро-э-Мартино-ай-Монти с 14 ноября 1689 по 11 февраля 1700.